# إضاءة النيون

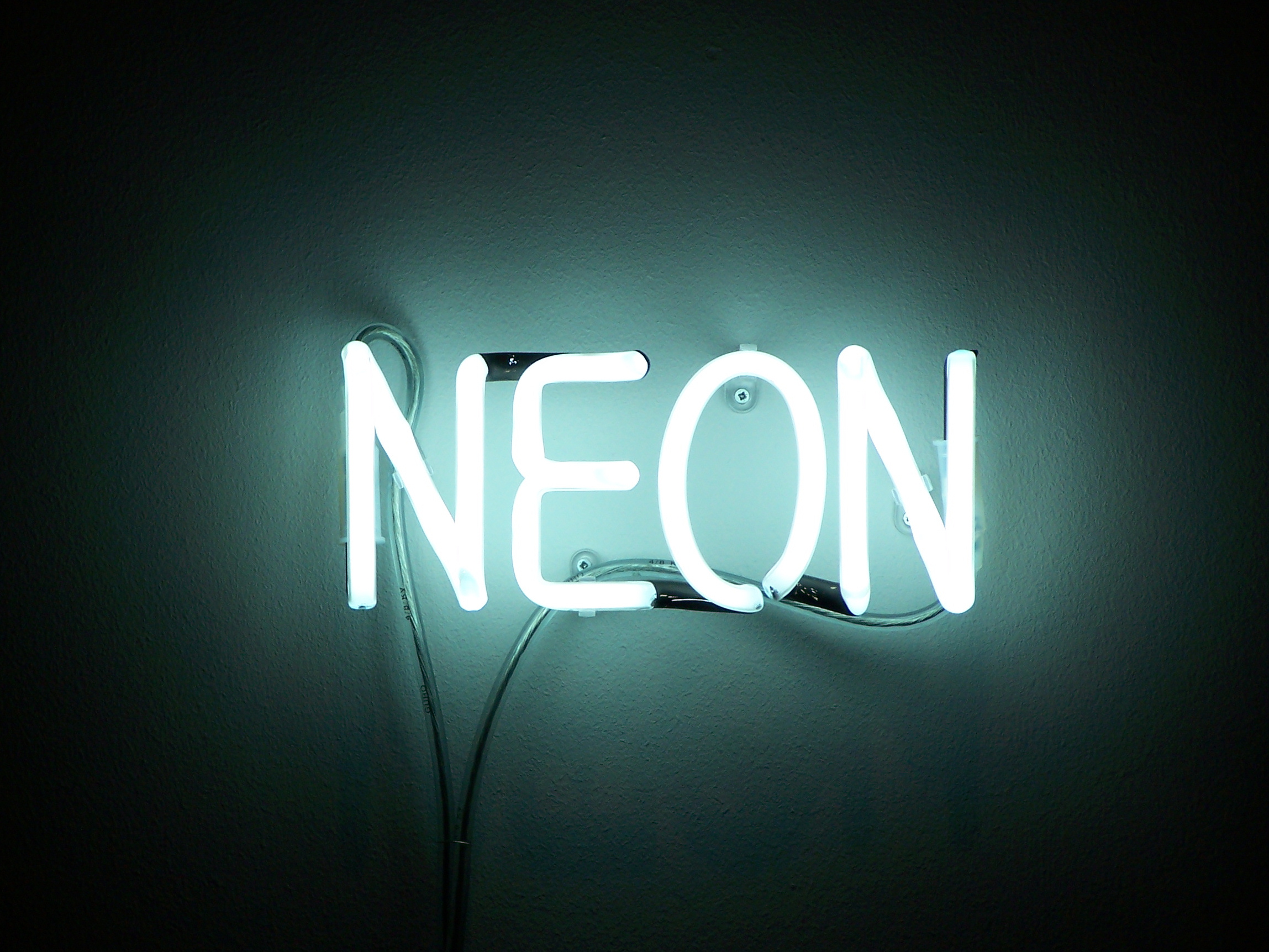

تتألف إضاءة النيون من أنابيب أو مصابيح زجاجية مضيئة ومتوهجة يمر فيها تيار كهربائي وتحوي بداخلها غاز نيون متخلخل أو غازات أخرى. أضواء النيون هي من المصابيح المفرغة للغاز التي تعتمد على أنبوب المهبط البارد. يتألف أنبوب النيون من زجاج محكم الإغلاق يمتلك قطبين كهربائيين عند طرفيه ومليء بإحدى الغازات تحت ضغط منخفض. يطبّق تيار عالٍ من بضع آلاف الفولطات على الأقطاب الكهربائية لتأيين الغاز في الأنبوب مسببة إصداره ضوءًا ملونًا. يعتمد لون الضوء على نوع الغاز الموجود في الأنبوب. سميت أضواء النيون على أساس النيون، وهو غاز نبيل يصدر لونًا برتقاليًا عند توهجه، ولكن تستخدم غازات ومواد كيميائية أخرى من أجل إنتاج ألوان أخرى؛ مثل الهيدروجين الذي يعطي اللون الأحمر والهيليوم الذي يعطي اللون الأصفر وثاني أكسيد الكربون الذي يعطي اللون الأبيض والزئبق الذي يعطي اللون الأزرق. يمكن تشكيل أنابيب النيون بمختلف الأشكال الفنية، لصنع أشكال مثل الحروف والكلمات والصور. تستخدم إضاءة النيون بشكل رئيسي لصنع لافتات دعائية مضيئة ومثيرة ومتعددة الألوان تدعى لافتات النيون، والتي اشتهرت بين عشرينيات وخمسينيات القرن الماضي.
يمكن أن يشير المصطلح أيضًا إلى مصباح النيون المصغّر، الذي طُوّر عام 1917، نحو سبع سنوات بعد اختراع أنابيب النيون. في حين يمتد طول أنابيب النيون لأمتار، لا يتجاوز مصباح النيون بطوله سنتيمتر واحد، بإضاءة خافتة أكثر من الأنابيب. لا تزال هذه المصابيح مستخدمة كأضواء مؤشرات صغيرة. خلال سبعينيات القرن الماضي، استخدمت مصابيح النيون المصغرة بشكل واسع من أجل التمثيل الرقمي في الإلكترونيات ومصابيح الديكور الصغيرة وأجهزة معالجة الإشارة في الدارات. بينما تعتبر هذه المصابيح الآن طرازًا عتيقًا، إلا أن تقنية مصابيح النيون المتوهّجة تطورت في الواقع الحاضر إلى شاشات البلازما والتلفاز.
اكتشف غاز النيون عام 1898 على كلا العالمين البريطانيين ويليام رامزي وموريس ترافيرس. بعد حصولهما على النيون النقي من الغلاف الجوي، بدأ العالمان باستكشاف خواصه مستخدمين أنبوب غايسلر؛ الذي يعتمد في عمله على إرسال شحنة مفرغة كهربائيًا خلال غاز مؤين، وكان مشابهًا للأنابيب المستخدمة في لافتات النيون اليوم. قدم المهندس والمخترع الفرنسي جورج كلود الشكل الأساسي لأنبوب النيون المضيء خلال معرض باريس للسيارات الذي أقيم بين من 3 إلى 18 ديسمبر عام 1910. امتلك كلود، والذي أطلق عليه لقب «إديسون فرنسا» احتكارًا على هذه التقنية الجديدة، والتي أصبحت غاية في الشهرة نظرًا لاستخدامها في اللافتات واللوحات الإعلانية بين عشرينيات وأربعينيات القرن المنصرم. كانت إضاءة النيون بمثابة ظاهرة ثقافية مهمة في الولايات المتحدة الأمريكية في تلك الحقبة؛ بحلول عام 1940، كانت تقريبًا وسط كل مدينة في الولايات المتحدة مضاءً بفضل لافتات النيون، وعُرف وقتها ميدان التايمز في نيويورك عالميًا لشدة تبذيره باستخدام أضواء النيون. كان هناك نحو 2000 ورشة على امتداد تصنع وتصمم لافتات النيون. تراجعت شهرة وانتشار لوائح النيون الإعلانية في الولايات المتحدة بعد الحرب العالمي الثانية بين عامي 1939 و 1945، ولكن استمر تطويرها على نطاق واسع في كل من اليابان وإيران وبعض البلدان الأخرى. في العقود الأخيرة الماضية تبنى كل من الفنانين والمعماريين، إضافة إلى مصممي اللوحات الإعلانية أنابيب النيون المضيعة كعنصر مهم في أعمالهم.
ترتبط مصابيح النيون ارتباطًا وثيقًا بمصابيح الفلورسنت، والتي طوّرت بعد 25 عامًا من اختراع أنابيب النيون المضيئة. في أضواء الفلورسنت، يستخدم الضوء المنبعث من الغازات المتخلخلة ضمن الأنبوب في إثارة المواد الفلورية التي تغطي الأنبوب، مما يجعلها تشع بألوان خاصة تجعل الأنبوب مرئيًا، غالبًا بتوهج أبيض. استخدام الزجاج والطلاء الفلوري هي خيارات تستخدم في أنابيب النيون المضيئة، غالبًا بهدف الحصول على ألوان برّاقة.

## التاريخ والعلوم
النيون هو مركب كيميائي من الغازات النبيلة، وهو غاز خامل يشكل نسبة ضئيلة من مكونات الغلاف الجوي. اكتشف غاز النيون عام 1898 على كلا العالمين البريطانيين ويليام رامزي وموريس ترافيرس. بعد حصولهما على النيون النقي من الغلاف الجوي، بدأ العالمان باستكشاف خواصه مستخدمين أنبوب غايسلر؛ الذي يعتمد في عمله على إرسال شحنة مفرغة كهربائيًا خلال غاز مؤين، وكان مشابهًا للأنابيب المستخدمة في لافتات النيون اليوم. كتب ترافيرس في وقت لاحق «يحكي البريق القرمزي الصادر الأنبوب حكايته الخاصة، كان مشهدًا يخطف الألباب ولا ينسى أبدًا». كانت عملية دراسة الألوان التي تبعثها أنابيب تصريف الغاز أو ما تعرف ب«أنابيب غايسلر» معروفة في ذلك الوقت، حيث أن الألوان (الخطوط الطيفية) الصادر عن الغاز الموجود في الأنبوب تعتبر بصمات تدل على ماية الغازات الموجودة فيه.
مباشرةً بعد اكتشاف غاز النيون، استخدمت الأنابيب كأدوات علمية وبدع جديدة. مع ذلك، حال شح غاز النيون بحالته النقية دون استخدام تطبيقاته المباشرة في إضاءة الغاز عبر التفريغ الكهربائي في أنابيب مور، والتي اعتمدت اسبقًا على استخدام النيتروجين وثاني أكسيد الكربون، وحصدت نجاحًا تجاريًا في الولايات المتحدة خلال بدايات القرن الماضي. بدأت شركة جورج كلود في فرنسا والمعروفة باسم «إير ليكيد» بإنتاج كميات صناعية من من غاز النيون بكونه ناتجًا ثانويًا عن عملية تسييل الهواء. عرض كلود بين 3 و8 ديسمبر عام 1910 أنبوبي نيون بلون أحمر ساطع يبلغ طول كل منهما 12 متر في معرض باريس للسيارات.
كانت تلك الأنابيب هي الشكل الأساسي لها في ذلك الوقت. تراوح القطر الخارجي للأنابيب الزجاجية المستخدمة في إضاءة النيون من 9 إلى 25 مم؛ باستخدام معدات كهربائية مناسبة، يمكن أن يصل طول الأنبوب الواحد إلى 30 متر. يتراوح ضغط الغاز داخل الأنبوب بين 0.4 إلى 3 كيلو باسكال، وهو ما يتوافق مع الفراغ الجزئي في الأنابيب. استطاع كلود حل مشكلتين كانتا تسببان قصر عمر أنابيب تفريغ النيون وغازات أخرى بشكل ملحوظ، وأدت جهوده إلى ولادة صناعة أضواء النيون.
أصدرت براءة اختراع أمريكية عام 1915 إلى كلود بخصوص استخدام الأقطاب الكهربائية في إضاءة تفريغ الغاز، كانت هذه البطاقة أساس الاحتكار الذي لعبته شركة «كلود لمصابيح النيون» في صناعة لافتات النيون في أمريكا خلال بداية ثلاثينيات القرن الماضي.
أضاءت براءة الاختراع الطريق أمام كلود من أجل استخدام غازات أخرى مثل الأرغون وبخار الزئبق للخروج بألوان جديدة تختلف عن تلك التي يبعثها غاز النيون. على سبيل المثال، يشكل مزج الزئبق المعدني مع غاز النيون اللون الأزرق. يمكن الحصول على اللون الأخضر عبر استخدام زجاج اليورانيوم الأصفر. والأبيض والذهبي عبر إضافة الأرغون والهيليوم. خلال عشرينيات القرن المنصرم، طوّر الطلاء والزجاج الفوري بهدف توسيع نطاق الألوان والتأثيرات التي تصدرها أنابيب الأرغون أو مزيج الأرغون مع النيون؛ بشكل عام، يستخدم الطلاء الفلوري مع خليط بخار الأرغون مع الزئبق، والذي يصدر أشعة فوق بنفسجية تثير طبقة الطلاء الفلوري. بحلول الثلاثينيات من القرن المنصرم، أصبح استخدام أنابيب النيون المضيئة منتشرًا بشكل كبير بالنسبة لتطبيقات الإضاءة الداخلية العامة، والتي لقيت نجاحها في أوروبا، ولكن ليس في الولايات المتحدة. منذ الخمسينيات، أنتج تطوير الفوسفور لاستخدامه في التلفزيونات الملونة ما يقرب نحو 100 لون جديدة من أنابيب النيون المضيئة.